# 아스파라기나아제
아스파라기나아제(Asparaginase)는 효소로 약품으로 사용되거나 식품 제조에 사용된다. 의약품으로, L-아스파라기나아제는 급성 림프모구 백혈병(ALL) 및 림프모구 림프종(LBL)을 치료하는 데 사용된다. 이는 정맥 주사 또는 근육 주사로 투여된다. 페길화된 버전도 이용 가능하다. 식품 제조에서는 아크릴아마이드를 감소시키는 데 사용된다.
주사 시 흔한 부작용으로는 알레르기 반응, 췌장염, 혈액 응고 문제, 고혈당, 신장 문제, 간 기능 장애 등이 있다. 임신 중 사용은 아기에게 해를 끼칠 수 있다. 식품으로는 GRAS이다. 아스파라기나아제는 아미노산인 아스파라긴을 분해하여 작동하며, 아스파라긴이 없으면 암세포는 단백질을 만들 수 없다.
아스파라기나아제 에르위니아 크리산테미 (재조합)의 가장 흔한 비혈액학적 이상 반응으로는 비정상적인 간 기능 검사, 메스꺼움, 근골격 통증, 감염, 피로, 두통, 발열성 호중구 감소증, 발열, 출혈, 구내염, 복통, 식욕 부진, 약물 과민 반응, 고혈당증, 설사, 췌장염, 저칼륨혈증이 있다. 급성 림프모구 백혈병 및 림프모구 림프종 치료를 위한 화학요법과 병용 투여 시 아스파라기나아제 에르위니아 크리산테미 (재조합)의 가장 흔한 부작용은 비정상적인 간 기능 검사, 메스꺼움, 근육 및 뼈 통증, 피로이다.
아스파라기나아제는 1978년 미국에서 의약품으로 승인받았다. 이것은 세계보건기구의 필수 의약품 목록에 포함되어 있다. 종종 대장균 또는 에르위니아 크리산테미에서 만들어진다.

## 약물 개발
급성 림프모구 백혈병 치료제로서 JZP-458의 개발은 수년 동안 중요한 이정표를 달성했다. 1963년, 아스파라기나아제(ASNase)가 효과적인 항백혈병제로 확인되었고, 이후 임상 시험을 위해 세균 공급원에서 분리하고 생산을 확대하기 위한 노력이 이루어졌다. 세균 유래 ASNase를 이용한 임상 시험은 1966년에 시작되었으며, 1978년에는 대장균 유래 ASNase가 급성 림프모구 백혈병 치료를 위해 미국에서 승인되었다.
연구자들이 ASNase 치료 프로토콜에 대해 더 깊이 연구하면서, 서로 다른 효소 제형이 서로 다른 약물 동태 학적 특성을 보였고, 이에 따라 맞춤형 투여 일정이 필요하다는 사실이 명확해졌다. 이러한 인식은 다양한 ASNase 치료 요법 하에서 결과를 특성화하기 위한 추가 임상 시험을 촉진했다. 이어서, 페길화된 대장균 ASNase는 1994년에 2차 치료제로 승인되었고, 이후 2006년에 급성 림프모구 백혈병의 1차 치료제로 승인되었다. 또 다른 ASNase 변형인 ASNase 에르위니아 크리산테미는 1985년에 영국에서 사용 승인을 받았으며, 2011년에 미국 식품의약국의 승인을 받았다.
이러한 발전은 소아 종양 그룹(COG) 및 에르위나제 마스터 치료 프로토콜(EMTP)과 같은 이니셔티브에서 볼 수 있듯이 치료 전략 및 프로토콜에 상당한 영향을 미쳤다. COG 및 EMTP는 급성 림프모구 백혈병에 대한 ASNase 요법의 개선 및 최적화에 기여했다.
전반적으로, 급성 림프모구 백혈병 치료를 위한 ASNase 개발의 이정표는 서로 다른 ASNase 제형의 고유한 약물 동태 학적 특성을 이해하고 그에 따라 치료 프로토콜을 맞춤화하는 데 이루어진 진전을 강조한다. 페길화된 대장균 ASNase 및 ASNase 에르위니아 크리산테미의 승인은 급성 림프모구 백혈병 환자에게 사용 가능한 치료 옵션을 확장했다. 지속적인 연구 및 임상 시험은 이 어려운 질병의 치료에 대한 지식을 발전시키고 결과를 개선하는 데 계속 기여하고 있다.

## 임상 1상 시험에서의 효능 및 안전성
급성 림프모구 백혈병 치료에 있어서 에르위나제의 효능과 안전성을 평가하기 위한 많은 임상 연구가 수행되었다. 급성 림프모구 백혈병 치료에서 주요 관심사 중 하나는 아스파라기나아제 요법과 관련된 이상 반응(AEs)의 발생이다. 이러한 AEs는 경미한 것부터 중증까지 다양하며 과민 반응, 간독성, 췌장염, 응고 장애 및 혈전 색전증을 포함할 수 있다. 따라서 에르위나제의 안전성 프로필을 이해하는 것은 전반적인 이점-위험 균형을 평가하는 데 중요하다.
주요 효능 결과 측정은 최저 혈청 아스파라기나아제 활성(NSAA)이 0.1 U/mL 수준 이상으로 달성 및 유지됨을 입증하는 것이었다. 모델링 및 시뮬레이션 결과에 따르면 48시간마다 근육 주사로 25 mg/m2 용량을 투여했을 때 릴레이즈 투여 후 48시간에 NSAA ≥ 0.1 U/mL를 유지하는 환자의 비율은 93.6% (95% CI= 92.6%-94.6%)였다.
1상 임상 시험에서 JZP-458의 안전성 평가는 다른 아스파라기나아제와 비교할 만한 안전성 프로필을 보여주었다. 투여된 모든 용량 수준(i.m. 투여 경로의 경우 25 mg/m2, i.v. 투여 경로의 경우 37.5 mg/m2)에서 JZP-458은 예상치 못한 이상 반응(AEs), 심각한 AEs 또는 3등급 이상의 AEs 없이 양호한 내약성을 나타냈다. 보고된 치료 관련 AEs 중 메스꺼움이 각 용량 코호트 내 두 명 이상의 건강한 자원자에서 가장 자주 관찰되었다.
추가 연구에서는 에르위나제로 치료받은 급성 림프모구 백혈병 환자 199명의 코호트에서 AEs의 발생률과 중증도를 조사했다. 이 연구에서 가장 흔한 AEs는 알레르기 반응, 췌장염, 간독성 및 응고 장애였다. 그러나 대부분의 이러한 AEs는 적절한 모니터링 및 개입 전략으로 관리할 수 있었다.
또한 치료 관련 AEs, 특히 메스꺼움의 발생률은 아스파라기나아제 요법과 관련된 예상 부작용 프로필과 일치한다. 메스꺼움은 아스파라기나아제 기반 치료법을 조사한 이전 연구에서 흔한 이상 반응으로 보고되었다.
반면에 한 연구에서는 임상 시험에서 아스파라기나아제로 치료받은 환자의 약 25%가 과민 반응을 겪었으며, 그중 2%는 중증 반응을 보였다고 주장했다. 첫 번째 과민성 이벤트의 발생은 아스파라기나아제(에르위니아 크리산테미) (재조합)-rywn의 초기 투여 후 평균 27일(1~171일 범위)에 관찰되었다. 보고된 반응 중 발진이 가장 흔하게 관찰되었으며, 환자의 17%에서 발생했다. 특히 중증 발진을 경험한 환자는 없었다. 첫 투여부터 발진 발생까지의 평균 시간은 33.5일(1~127일 범위)이었다.
이러한 결과는 JZP-458의 안전성에 대한 귀중한 통찰력을 제공하고, 표적 적응증에 대한 내약성이 좋은 치료 옵션으로서의 잠재력을 뒷받침한다. 이러한 발견을 확인하고 더 넓은 환자 집단에서 JZP-458의 전반적인 효능 및 안전성을 평가하기 위해서는 더 큰 규모의 임상 시험을 포함한 추가 조사가 필요하다.

## 임상 2상 및 3상 시험에서의 효능 및 안전성
효능은 Study JZP458-201 (NCT04145531)에서 평가되었는데, 이는 급성 림프모구 백혈병 또는 림프모구 림프종 환자 102명을 대상으로 한 공개 라벨, 다기관 시험으로, 이 환자들은 다제 화학요법 요법의 구성 요소로 대장균 유래 아스파라기나아제에 과민 반응을 보였다. 평균 연령은 10세였으며, 범위는 1세에서 24세였다. 환자들은 다양한 용량으로 JZP-458을 근육 주사로 투여받았다.
JZP-458 초기 치료 주기 후 72시간 이내에 NSAA 수준이 최소 0.1 IU/mL에 도달한 환자의 비율은 코호트 1a에서 64%(95% CI=47%-82%), 코호트 1b에서 91%(95% CI=84%-97%), 코호트 1c에서 90%(95% CI=81%-98%)로 나타났다. 48시간 이내에 각 코호트 환자의 95% 이상이 NSAA 수준이 최소 0.1 IU/mL에 도달했다. 특히 코호트 1a에서는 환자의 97%(95% CI=91%-100%)가 이 수준에 도달했고, 코호트 1b에서는 99%(95% CI=96%-100%), 코호트 1c에서는 96%(95% CI=90%-100%)였다. 이러한 결과는 모든 코호트 환자의 대다수가 JZP-458 치료 시작 후 48시간에서 72시간 이내에 원하는 NSAA 수준을 달성했음을 나타낸다.
JZP-458 2상 및 3상 치료와 관련된 안전성 및 효능을 조사하기 위한 연구가 수행되었다. 총 환자(n=167) 중 124명(74.3%)이 치료 관련 이상 반응(AE)을 경험했으며, 그중 86명(51.5%)이 3등급 또는 4등급 치료 관련 AE를 겪었다. 가장 흔한 비혈액학적 3등급 또는 4등급 치료 관련 AE로는 발열성 호중구 감소증(9.0%), 알라닌 아미노전이효소 수치 상승(7.8%), 메스꺼움(5.4%) 등이 있었다. 저자들은 또한 총 21명의 환자(12.6%)가 치료 관련 AE로 인해 JZP-458 사용을 중단했다고 주장했다. 중단 사유는 췌장염(6.0%), 알레르기 반응(5.4%), 아나필락시스(1.8%) 포함, 알라닌 아미노전이효소 수치 상승(0.6%), 고암모니아혈증(0.6%)이었다. 환자 사망으로 이어진 AE는 패혈증(코호트 1a, n=1), 흡인성 폐렴(코호트 1b, n=1), 다발성 장기 부전(코호트 1b, n=1)이었다는 점에 주목할 필요가 있다. 그러나 이러한 사망 중 JZP-458 투여와 직접적인 관련이 있는 경우는 없었다고 판단되었다.
이러한 결과는 JZP-458 투여가 다른 아스파라기나아제와 일치하는 효능과 안전성 프로필을 나타낸다는 것을 시사한다. 따라서 FDA는 관찰된 데이터와 시뮬레이션된 데이터를 필요한 효능 목표를 달성하기 위한 충분한 증거로 간주하여 결정의 근거로 삼았다. 중요한 점은 JZP-458이 급성 림프모구 백혈병/림프모구 림프종 환자 치료에서 가장 큰 과제 중 하나인 신뢰할 수 있는 약물 부족에 대한 해결책을 제공한다는 것이다. AALL1931에서 입증된 안정적인 제조 공정과 효능 및 안전성은 JZP-458이 이 중요한 문제를 해결하는 유망한 후보임을 시사한다.

## 용도
아스파라기나아제는 다양한 산업 및 제약 용도로 사용될 수 있다.

### 의료용
대장균 균주는 의료용 아스파라기나아제의 주요 원천이다. 1998년 이용 가능한 브랜드 제형(화학적, 약리학적 특성이 다름)으로는 아스파라기나아제 메닥, 시데롤라제, 온카스파 등이 있다.:5 (크라스니틴은 단종되었다.) 스펙트릴라는 재조합 대장균 아스파라기나아제이다.
대신 Dickeya dadantii (이전에는 에르위니아 크리산테미라고 불렀음)에서 생산된 아스파라기나아제는 크리산타스페이즈 (BAN)로 알려져 있으며, 영국에서는 에르위나제라는 브랜드 이름으로 이용 가능하다.
급성 림프모구 백혈병 치료를 위해 엘스파라는 브랜드명으로 시판되는 대장균 아스파라기나아제 중 하나는 일부 비만 세포종 프로토콜에도 사용된다.
2006년 7월, 미국 식품의약국(FDA)은 다제 화학요법 요법의 구성 요소로서 급성 림프모구 백혈병 환자의 1차 치료제로 페가스파가세 승인을 허가했다. 페가스파가세는 이전에 1994년 2월에 L-아스파라기나아제의 원래 형태에 과민 반응을 보인 급성 림프모구 백혈병 환자 치료제로 승인되었다.
2018년 12월, FDA는 1개월에서 21세 사이의 소아 및 젊은 성인 환자의 급성 림프모구 백혈병에 대한 다제 화학요법 요법의 구성 요소로 아스파라긴 특이적 효소인 칼라스파가세 페골-mkknl을 승인했다. 이 신제품은 기존 페가스파가세 제품에 비해 투여 간격이 길다는 장점이 있다. 칼라스파가세 페골-mkknl은 FDA 희귀 의약품 지정을 받았다.
2021년 6월, FDA는 생후 1개월 이상으로 대장균 유래 아스파라기나아제에 과민 반응을 보인 사람들의 급성 림프모구 백혈병 및 림프모구 림프종 치료를 위한 다제 화학요법 요법의 구성 요소로 아스파라기나아제 에르위니아 크리산테미 (재조합)-rywn)를 승인했다. FDA는 아스파라기나아제 에르위니아 크리산테미 (재조합)-rywn)에 대해 신속 처리 및 희귀 의약품 지정을 허가했다.
유럽연합에서 아스파라기나아제(엔릴레이즈)는 급성 림프모구 백혈병 및 림프모구 림프종 치료를 위한 다제 화학요법 요법의 구성 요소로 지시된다.

### 식품 제조
아스파라기나아제의 가장 일반적인 용도는 식품 제조에서의 가공 보조제로서이다. 아스파라기나아제는 스낵, 비스킷, 감자튀김과 같은 전분성 식품에서 발암물질로 의심되는 아크릴아마이드 생성을 줄이기 위한 식품 가공 보조제로 사용된다.
식품 가공 보조제로서 아스파라기나아제는 최종 제품의 맛과 외관을 변경하지 않고 다양한 전분성 식품에서 아크릴아마이드 수준을 효과적으로 줄일 수 있다.

### 약물로서
아스파라기나아제의 암 치료에서의 적용은 급성 림프모구 백혈병 세포 및 일부 다른 의심되는 종양 세포가 비필수 아미노산인 아스파라긴을 합성할 수 없는 반면, 정상 세포는 자체적으로 아스파라긴을 만들 수 있다는 사실을 이용한다. 따라서 백혈병 세포는 높은 양의 아스파라긴을 필요로 한다. 이러한 백혈병 세포는 순환하는 아스파라긴에 의존한다. 그러나 아스파라기나아제는 L-아스파라긴을 아스파르트산 및 암모니아로 전환하는 것을 촉매한다. 이것은 백혈병 세포에게 순환하는 아스파라긴을 박탈하여 세포사멸로 이어진다.

### 효소 조절
I형 L-아스파라기나아제 단백질은 다른 자리 입체성 조절의 모르페인 모델을 사용할 수 있다.

## 역사
아스파라기나아제의 항암제로서의 발견과 개발은 1953년에 시작되었다. 당시 과학자들은 기니피그 혈청으로 치료한 후 래트와 쥐의 림프종이 퇴행하는 것을 처음으로 관찰했다. 나중에 종양 퇴행을 유발하는 것은 혈청 자체가 아니라 효소 아스파라기나아제라는 것이 밝혀졌다.
연구자들이 다양한 종류의 아스파라기나아제를 비교한 결과, 대장균과 에르위니아 크리산테미에서 유래한 아스파라기나아제가 최고의 항암 능력을 가진 것으로 밝혀졌다. 대장균은 대량 생산이 쉽다는 요인 때문에 아스파라기나아제의 주요 원천이 되었다.
아스파라기나아제 에르위니아 크리산테미 (재조합) (릴레이즈)의 약물 동태학은 공개 라벨 다기관 임상 시험인 JZP458-201 (NCT04145531)에서 225명의 수혜자에게 평가되었으며, 아스파라기나아제 에르위니아 크리산테미 (재조합)가 다양한 용량 및 경로로 투여되었고, 결과는 다양한 시점에서 혈청 아스파라기나아제 활성을 예측하는 모델을 개발하는 데 사용되었다.
아스파라기나아제 에르위니아 크리산테미 (재조합) (릴레이즈)의 FDA 승인은 급성 림프모구 백혈병/림프모구 림프종이라는 유형의 암을 가진 어린이 및 성인 참가자 102명을 대상으로 한 진행 중인 임상 시험(NCT04145531)의 증거를 기반으로 했다. 이 참가자들은 다른 유형의 아스파라기나아제(대장균 기반 장기 작용 아스파라기나아제)에 알레르기가 발생했다. 이 시험은 미국과 캐나다 전역의 67개 지역에서 실시되었다.

## 사회와 문화

### 경제
일반 아스파라기나아제는 페길화된 버전인 페가스파가세보다 비용이 적게 든다. 그러나 체내에 머무는 시간이 짧기 때문에 주사를 더 자주 맞아야 하며, 그 결과 총 치료 비용은 페길화된 버전이 더 낮을 수 있다.

### 이름 및 동의어
크리산타스페이즈는 에르위니아 크리산테미에서 얻은 아스파라기나아제의 영국 승인명 (BAN)이다. 콜라스페이즈는 대장균에서 얻은 아스파라기나아제의 BAN이다. 크리산타스페이즈의 미국 채택명은 아스파라기나아제 에르위니아 크리산테미이다. 엘스파, 키드로라제, 류나제, 스펙트릴라는 콜라스페이즈의 브랜드명이며, 에르위나제와 에르위나제는 크리산타스페이즈의 브랜드명이다. 온카스파는 페가스파가세의 브랜드명이다.
동의어: (1) 크리산타스페이즈 바이오베터 JZP-458, (2) RC-P JZP-458, (3) 재조합 아스파라기나아제 에르위니아 크리산테미 JZP-458, (4) 재조합 아스파라기나아제 에르위니아 크리산테미-rywn, (5) 재조합 크리산타스페이즈 JZP-458. 미국 브랜드명: 릴레이즈 코드명: (1) JZP 458, (2) JZP-458, (3) JZP458, (4) PF743.

## 결론
에르위나제는 급성 림프모구 백혈병 치료에 있어서 유망한 효능 및 안전성 프로필을 보여주었다. 이상 반응이 발생할 수 있지만, 적절한 모니터링 및 관리 전략으로 이러한 문제를 효과적으로 해결할 수 있다. 특히 다른 아스파라기나아제 제형과 비교하여 에르위나제의 장기 효능 및 안전성 결과를 더 잘 이해하기 위해서는 추가 연구가 필요하다. 지속적인 연구 및 치료 프로토콜의 개선은 급성 림프모구 백혈병 환자를 위한 에르위나제 요법의 이점을 극대화하는 데 기여할 것이다.